# Med Airlines
Med Airlines è stata una compagnia aerea con attività incentrata in Sicilia.

## Storia
Med Airlines (Linee Aeree Mediterranee) fu costituita il 14 febbraio 1997 per iniziativa di un gruppo di imprenditori siciliani guidati da Francesco Castiglione, socio di una delle più importanti industrie conserviere e di distribuzione di prodotti ittici, ed alcuni professionisti del settore aeronautico con precedenti esperienze in Air Sicilia.
Lo scopo della società è quello di istituire collegamenti di linea e charter dall'aeroporto di Trapani, colmando un vuoto lasciato da Alitalia che aveva abbandonato lo scalo, mentre un secondo fulcro di attività fu identificato in seguito a Parma, dove Med Airlines sarebbe subentrata a precedenti iniziative di altri vettori dileguatisi.
Le attività di volo iniziarono alla fine di ottobre 1997, quando Med Airlines non aveva ancora la licenza di operatore, utilizzando un ATR 42 di Aviosarda per effettuare le tratte Parma-Roma-Palermo e, da Palermo, prosecuzione per le isole di Lampedusa e Pantelleria.
Nel gennaio 1998 Med Airlines fu il primo vettore italiano a ricevere l'agile biturbina Saab 2000 da 53 posti, al quale, nella primavera successiva, si aggiunse un secondo esemplare. Il veloce turboelica svedese, certificato per la prima volta in Italia, fu scelto per le notevoli prestazioni offerte (prima di tutto l'alta velocità, pari quasi a quella di un aereo a getto) e il comfort di bordo. I voli di linea Med debuttarono ufficialmente il 1° aprile. Con l'arrivo del secondo aereo, la società ottenne definitivamente il riconoscimento di vettore aereo e all'operativo originario si aggiunsero gradualmente ulteriori voli di linea - stagionali dal Nord Italia e da Roma verso le isole minori siciliane e la Sardegna - nonché alcune attività charter.
Effettuata una generale ristrutturazione, sia nel management che nella rete tra la fine del 1998 e l'inizio del 1999, in settembre fu annunciato un importante accordo di collaborazione con Meridiana, in base al quale sarebbe stato operato in code sharing il servizio Firenze-Palermo.

rete dei servizi

Purtroppo l'andamento delle finanze non era positivo, peggiorando progressivamente negli anni 1999 e 2000. Per la seria situazione economica gli ingenti debiti pregressi e le retribuzioni non pagate, il vettore fu costretto nel gennaio 2001 a sospendere tutti i voli di linea e, nel mese successivo, a mettere a terra l'intera flotta. La dichiarazione di fallimento giunse nel 2001 inoltrato: i Saab 2000 furono così parcheggiati nell'aeroporto di Trapani-Birgi e posti sotto sequestro per oltre un anno.

## Flotta
Med Airlines utilizzò esclusivamente bimotori a turboelica, tutti noleggiati da altri proprietari:
- ATR 42 F-OHLA in noleggio temporaneo
- Saab 2000 SE-LSH dal gennaio 1998 al gennaio 2001
- Saab 2000 SE-LSI dall'aprile 1998 al gennaio 2001